# Amami se vuoi
«Amami se vuoi» —en español: «Ámame si quieres»— es una canción compuesta por Vittorio Mascheroni e interpretada en italiano por Tonina Torrielli. Participó en el Festival de San Remo en 1956, declarándose ganadora y siendo así elegida para representar a Italia en el Festival de la Canción de Eurovisión 1956.

## Festival de Eurovisión

### Festival de la Canción de San Remo 1956
Esta canción participó en el Festival de San Remo, celebrado del 8 al 10 de marzo ese año. Fue interpretada por Raimondi y, finalmente, la canción quedó en segundo lugar de 10 con 163 puntos.

### Festival de la Canción de Eurovisión 1956
Esta canción fue la representación italiana en el Festival de Eurovisión 1956. La orquesta fue dirigida por Gian Stellari.
La canción fue interpretada última en la noche del 24 de mayo de 1956, precedida por Luxemburgo con Michèle Arnaud interpretando «Les amants de minuit». Las votaciones del Festival de 1956 nunca han salido al público, así que hacer cualquier aclaración acerca de las posiciones o puntuación es imposible.
Esta fue la segunda canción italiana en la primera edición del certamen (las reglas esta año permitían dos canciones por país, por única vez en la historia del Festival); la primera fue «Aprite le finestre», interpretada por Franca Raimondi. Fue seguida como representación italiana en el Festival de la Canción de Eurovisión 1957 por Nunzio Gallo con «Corde della mia chitarra».

## Letra
La canción es del estilo chanson, popular en los primeros años del Festival de Eurovisión. En esta, la cantante le dice a un hombre enamorado de ella que ella no le puede prometer su devoción incondicional, ya que eso no está en su naturaleza. Le pregunta que si quiere seguir amándola, y sí puede hacerlo, pero que debe de ser consciente de su naturaleza.